# Holownik

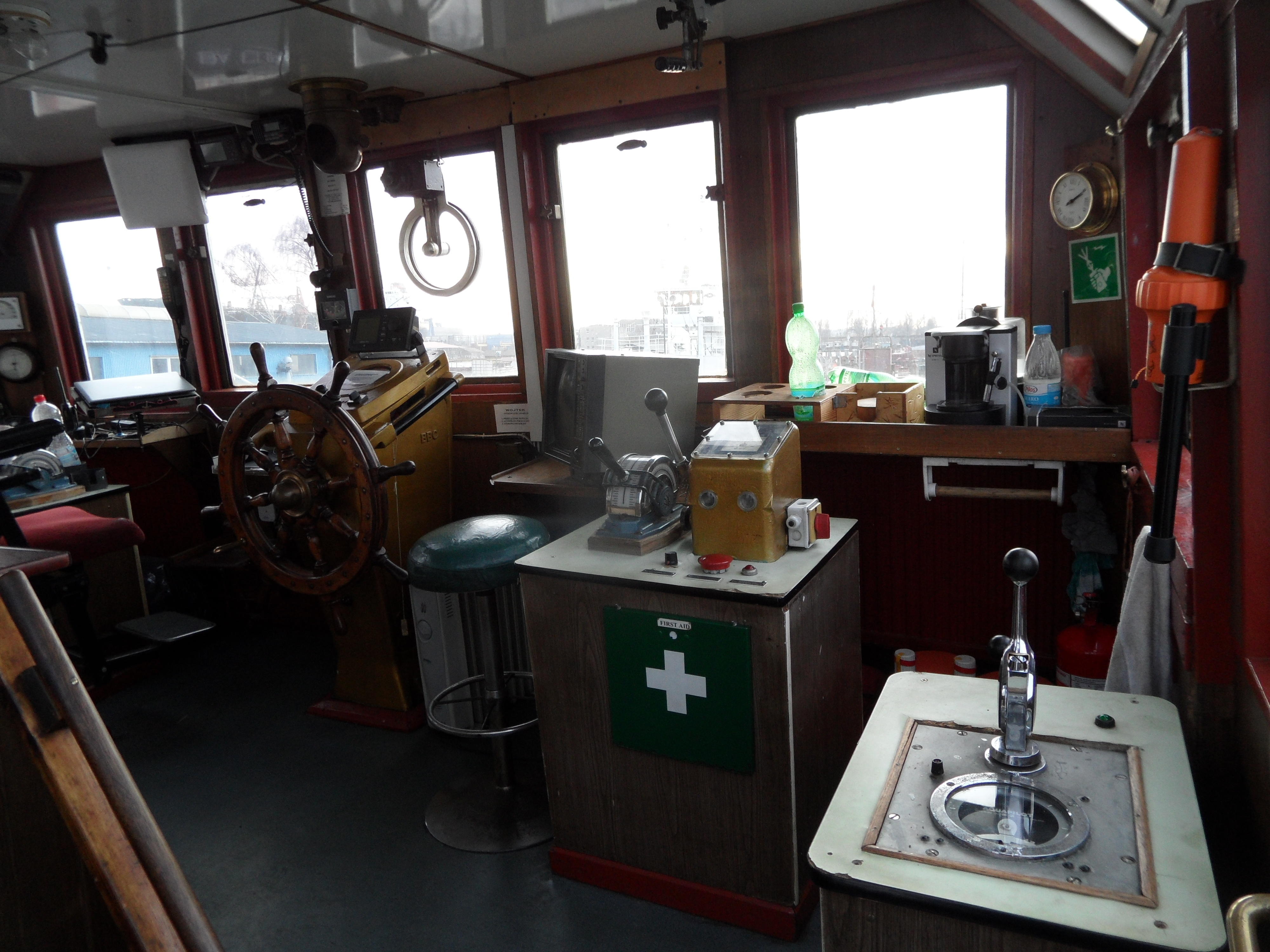
Mostek kapitański holownika pełnomorskiego „Wojtek”

Holownik – statek zbudowany specjalnie do wykonywania operacji holowniczych. Ma silnik o niewspółmiernie dużej mocy i uciągu (do kilkudziesięciu ton siły) w stosunku do wielkości jednostki.
Holowniki wyposaża się w haki holownicze lub windy holownicze z automatyczną regulacją siły naciągu liny holowniczej.
Ze względu na wielkość oraz dzielność morską dzielą się na:
- oceaniczne (nawet do kilku tysięcy ton wyporności i o uciągu kilkuset T)
- redowe
- portowe
- rzeczne.

Dodatkowo wyposażone mogą pełnić rolę jako holowniki:
- ratownicze (jednostki o wysokiej dzielności morskiej mogące ratować ludzi i jednostki pływające w trudnych warunkach pogodowych)
- przeciwpożarowe.

## Historia
Pierwszy holownik został opatentowany w 1736 przez Jonathana Hullsa (1699–1758), napędzany był przez wiosła, poruszane silnikiem parowym Newcomena. Obecnie powątpiewa się, że Hulls zdołał z sukcesem zaprezentować działający prototyp skonstruowanego przez siebie statku.
Określenia „holownik, holować” (the tug, to tug) według Oxford English Dictionary jako pierwszy użył w 1839 r. angielski malarz J.M.W. Turner w tytule swojego słynnego obrazu Ostatnia droga Temeraire’a; obraz przedstawiał sławny okręt, bohatera bitwy pod Trafalgarem, holowany (tugged) na miejsce rozbiórki.

## Galeria

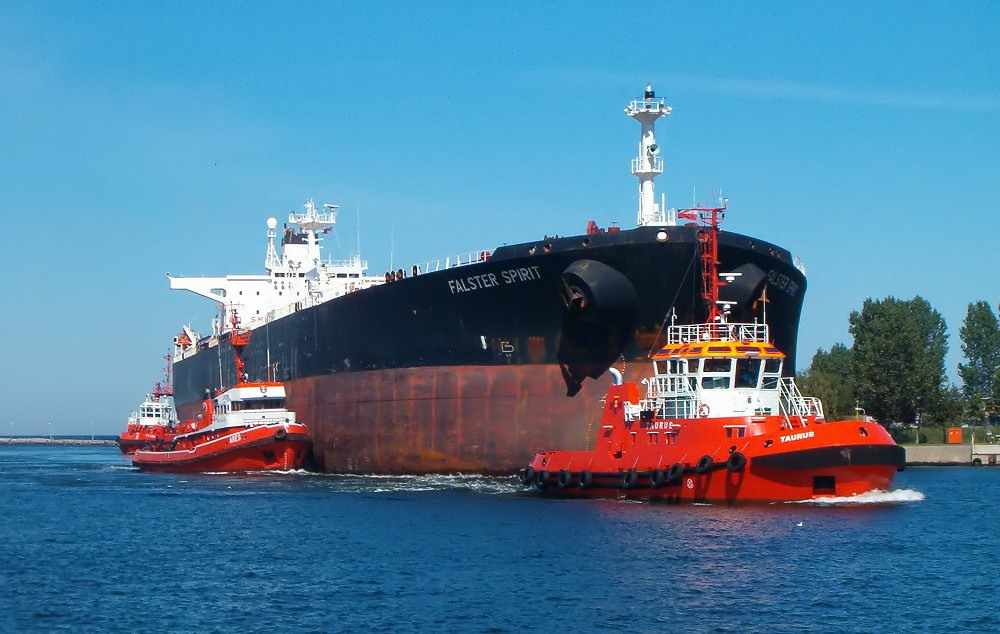
Holowniki wprowadzające zbiornikowiec do portu w Gdańsku
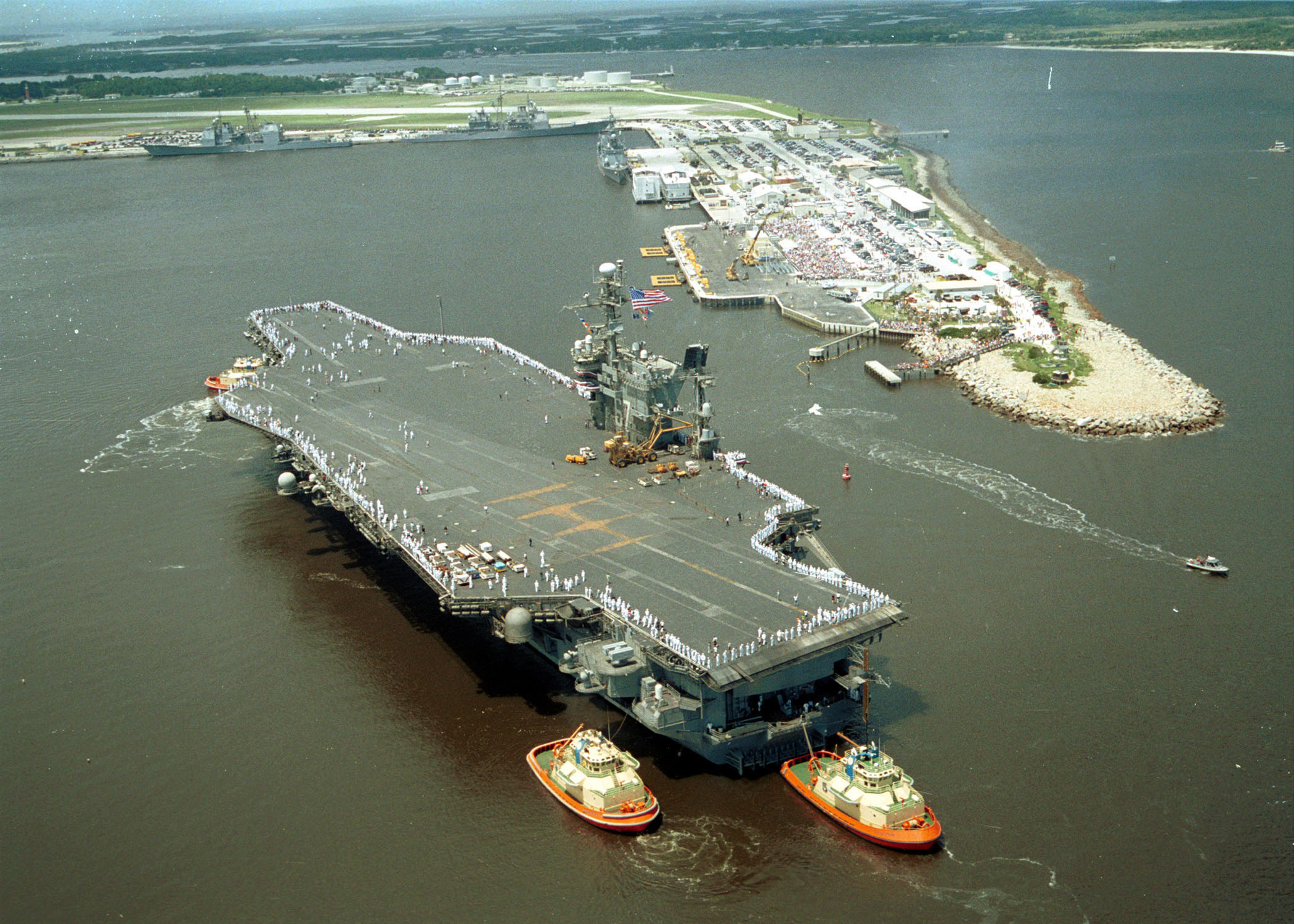
Holowniki prowadzące lotniskowiec USS John F. Kennedy (CV-67)
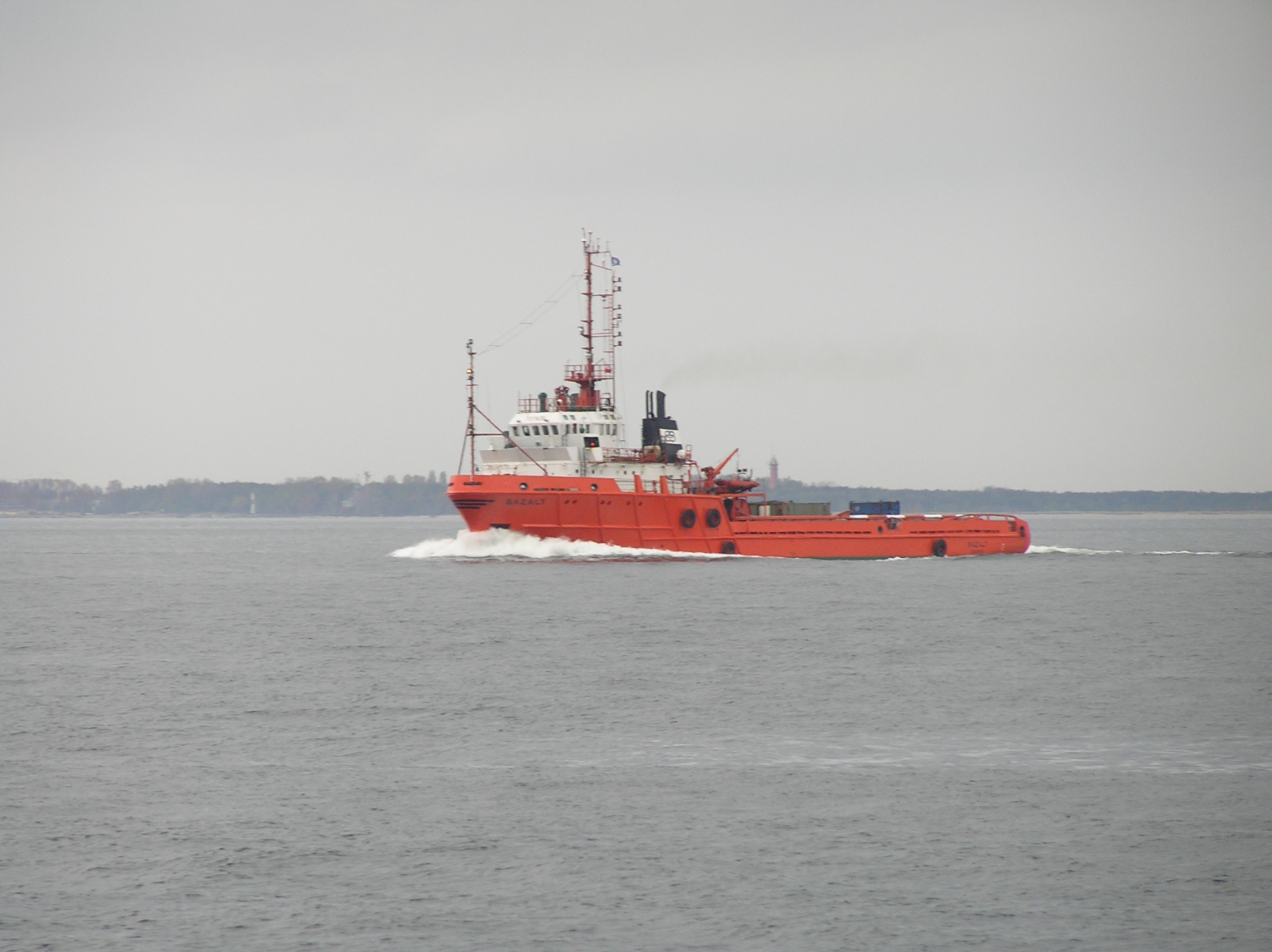
Holownik pełnomorski AHTS „Bazalt” na Zatoce Gdańskiej
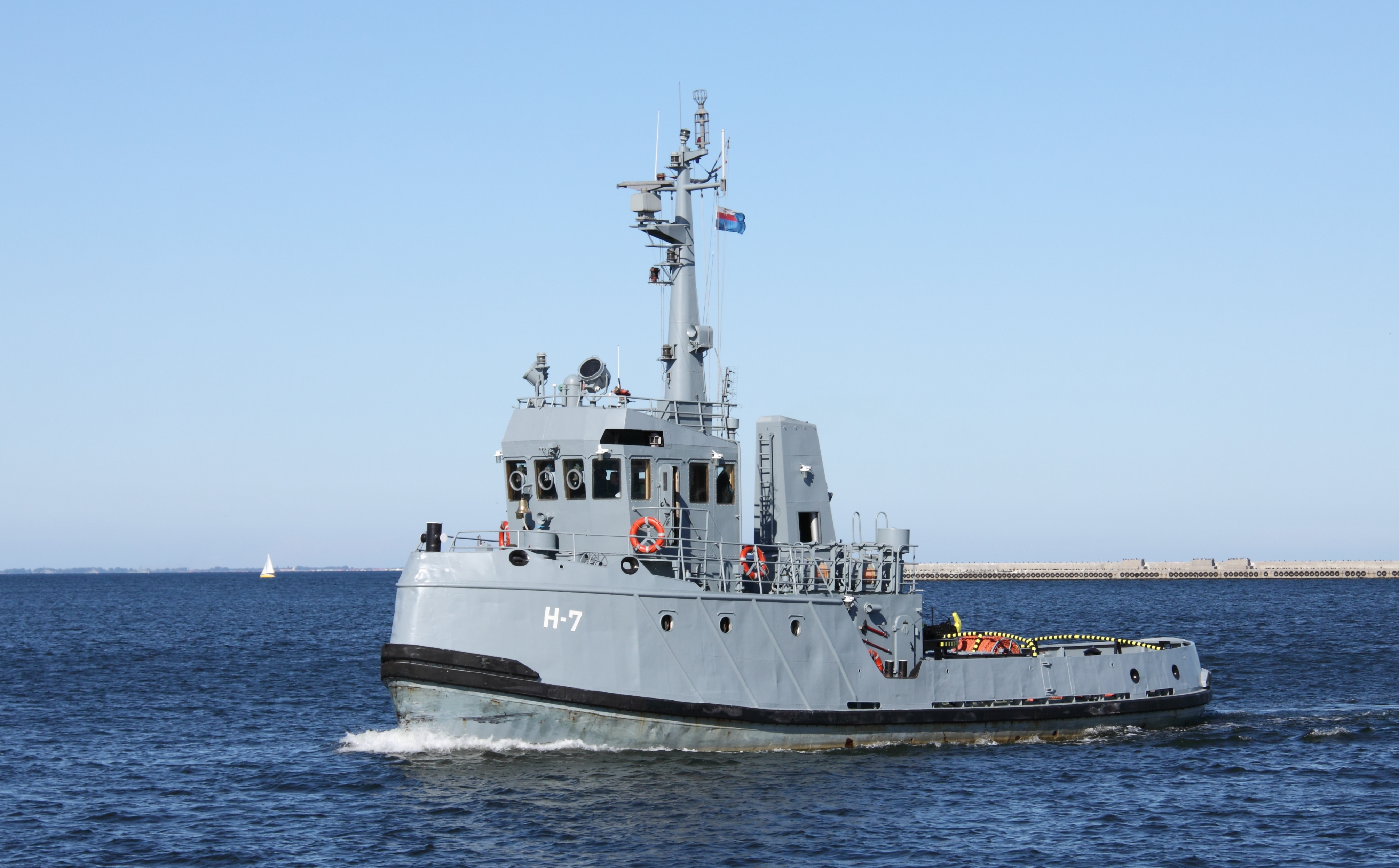
Mały holownik Marynarki Wojennej RP
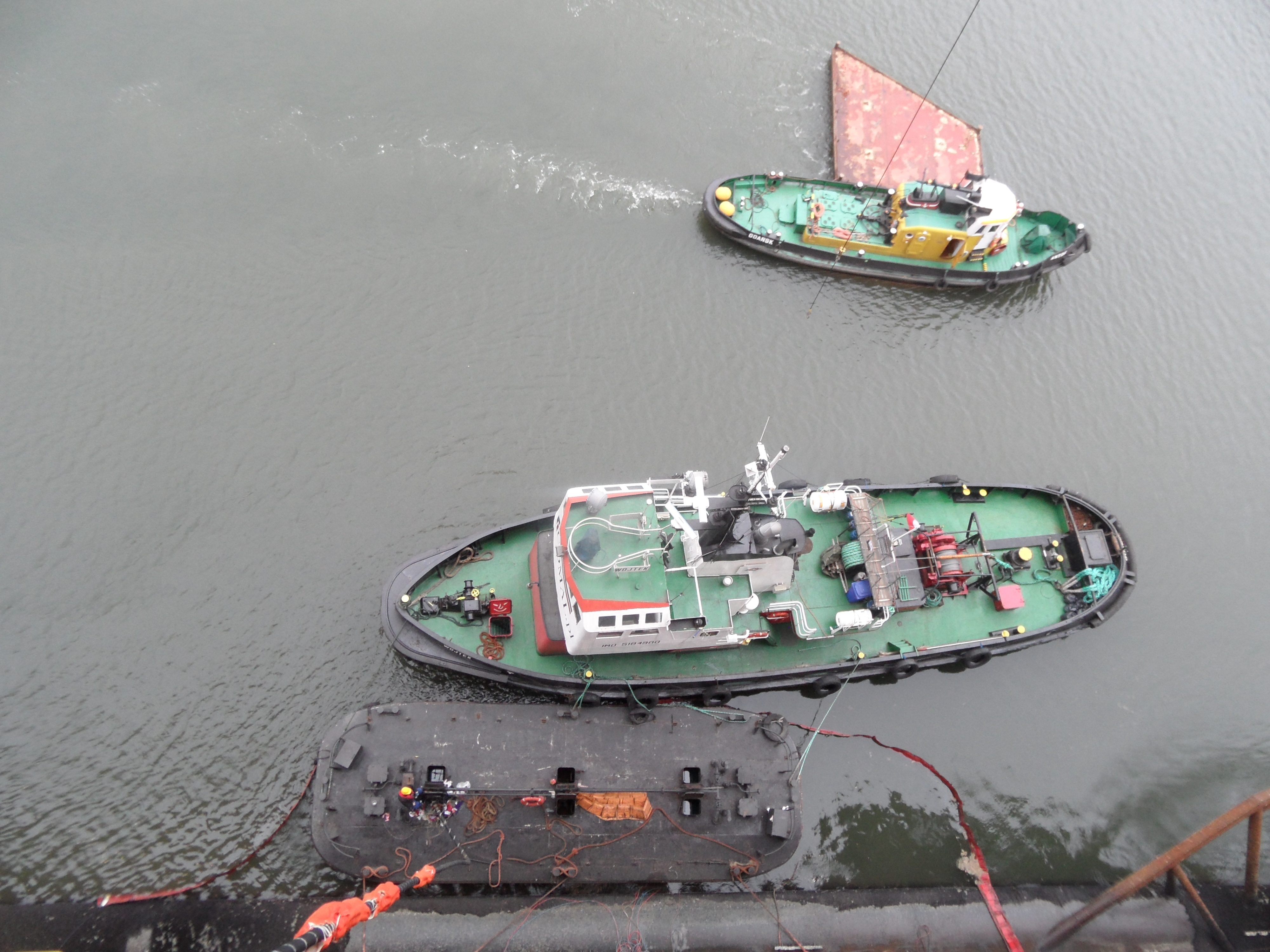
Holowniki: portowy „Antoś” i pełnomorski „Wojtek” pracujące w stoczni „Remontowa” w Gdańsku
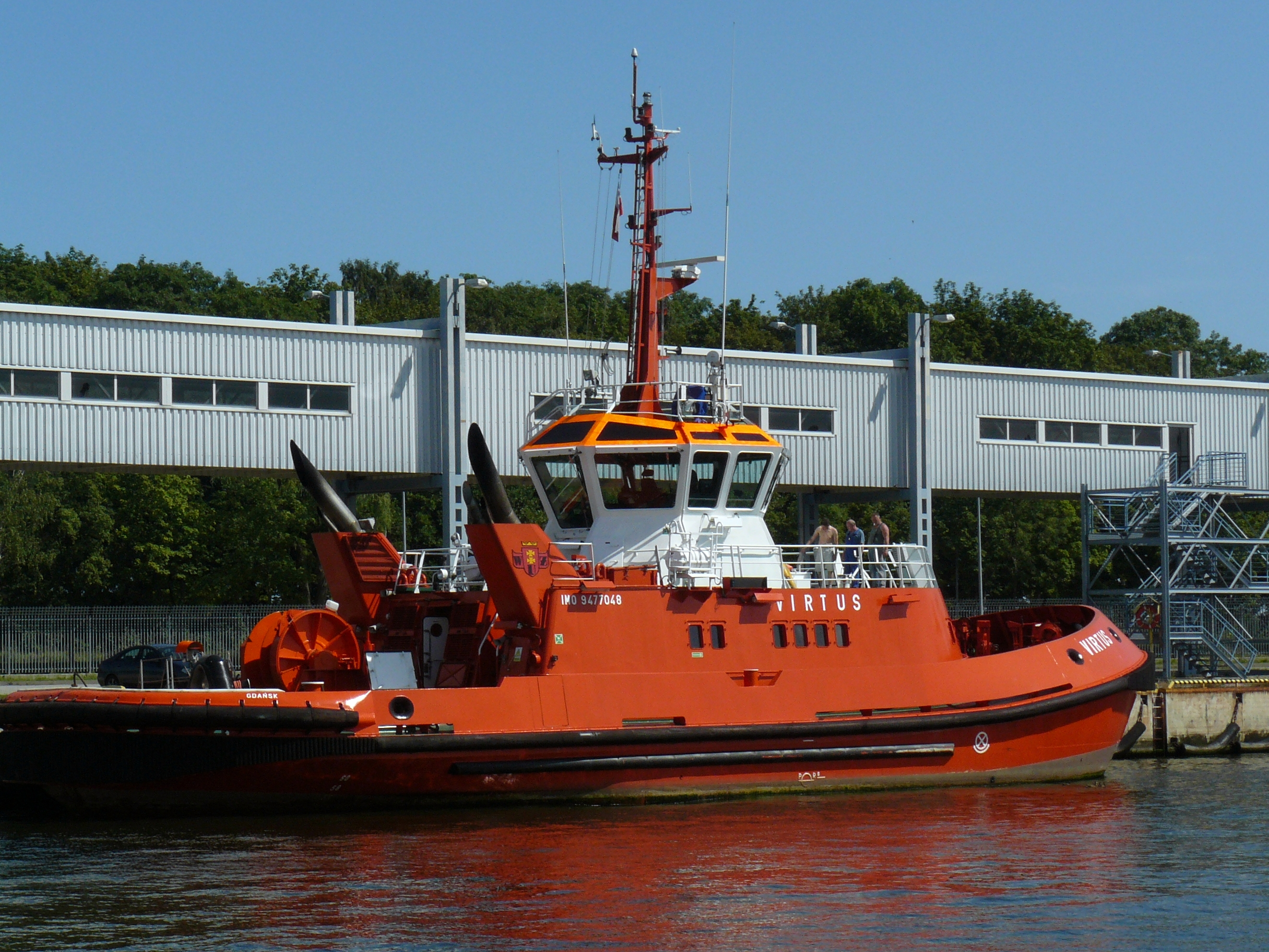
Holownik Virtus w porcie gdańskim